# Cúp BTV 2015
BTV Cup 2015 có tên gọi chính thức là Giải bóng đá quốc tế truyền hình Bình Dương - Cúp Number One 2015 là mùa giải lần thứ 16 của giải BTV Cup do Truyền hình Bình Dương, Becamex IDC và Number One đồng tổ chức hàng năm, giải diễn ra từ ngày 6 tháng 11 đến ngày 15 tháng 11 năm 2015 trên sân vận động Gò Đậu tại Bình Dương với sự tham dự của 8 đội bóng, được chia làm 2 bảng thi đấu vòng tròn 1 lượt chọn ra 2 đội có điểm cao nhất vào trận bán kết và chọn ra nhà vô địch giành số tiền thưởng 500 triệu đồng (hạng nhì và hạng ba nhận lần lượt 300 triệu đồng và 150 triệu đồng). PVI là nhà tài trợ bảo hiểm cho giải đấu.
Trong đó, bảng A gồm Đương kim vô địch V-League Becamex Bình Dương, Sanna Khánh Hòa (xếp thứ 5 V.league 2015), Đương kim vô địch Sinh viên Hàn Quốc và Yadanarbon FC (Á quân giải Vô địch quốc gia Myanmar). Bảng B gồm Than Quảng Ninh (xếp thứ 4 V.league 2015), Đồng Tâm Long An (xếp thứ 10 V.league 2015), Bangu Atletico Clube (Brazil) và Sinh viên Nhật Bản.

## Các đội tham dự
| Đội                  | Thành tích Mùa trước | Huấn luyện viên           | Đội trưởng           |
| -------------------- | -------------------- | ------------------------- | -------------------- |
| Becamex Bình Dương   | Vô địch              | Nguyễn Thanh Sơn          | Nguyễn Anh Đức       |
| Đồng Tâm Long An     | hạng 10              | Ngô Quang Sang            | Võ Nhật Tân          |
| Sanna Khánh Hoà BVN  | hạng 5               | Võ Đình Tân               | Trần Văn Vũ          |
| Than Quảng Ninh      | hạng 4               | Phạm Như Thuần            | Nguyễn Tiến Duy      |
| Yadanarbon FC        | Á quân               | Rene Oscar Anna Desaeyere | Nay Myo Aung         |
| Bangu Atletico Clube | hạng 8               | Mário Marques Coelho      | Ives Antero De Souza |
| Sinh viên Hàn Quốc   | —                    | Yoo Sangchul              | Jeong Wonjin         |
| Sinh viên Nhật Bản   | —                    | Imagawa Masahiro          | Suzuki Junya         |

## Kênh truyền hình
Các kênh truyền hình trực tiếp gồm: VTC3, BTV1, BTV2, BTV5.

## Vòng bảng

### Bảng A
- Becamex Bình Dương giành quyền vào chơi bán kết do bốc thăm may mắn trong khi đó Sanna Khánh Hòa BVN phải dừng bước.[4]

| VT | Đội                 | ST | T | H | B | BT | BB | HS | Đ | Giành quyền tham dự     |
| -- | ------------------- | -- | - | - | - | -- | -- | -- | - | ----------------------- |
| 1  | Sinh viên Hàn Quốc  | 3  | 1 | 2 | 0 | 7  | 4  | +3 | 5 | Vòng đấu loại trực tiếp |
| 2  | Becamex Bình Dương  | 3  | 1 | 2 | 0 | 5  | 4  | +1 | 5 | Vòng đấu loại trực tiếp |
| 3  | Sanna Khánh Hoà BVN | 3  | 1 | 2 | 0 | 5  | 4  | +1 | 5 |                         |
| 4  | Yadanarbon FC       | 3  | 0 | 0 | 3 | 2  | 7  | −5 | 0 |                         |

| Sanna Khánh Hoà BVN | 2–2      | Sinh viên Hàn Quốc |
| ------------------- | -------- | ------------------ |
|                     | Chi tiết |                    |

| Becamex Bình Dương | 2–1      | Yadanarbon FC |
| ------------------ | -------- | ------------- |
|                    | Chi tiết |               |

- Câu lạc bộ bóng đá Yadanarbon của Myanmar bị xử thua 3–0 trong trận đấu với Đội tuyển Sinh viên Hàn Quốc vì phản đối trọng tài Phùng Đình Dũng khiến trận đấu bị hủy bỏ do không tìm được tiếng nói chung vào ngày 8 tháng 11 năm 2015[5]

| Sinh viên Hàn Quốc | 3–0 Xử thua | Yadanarbon FC |
| ------------------ | ----------- | ------------- |
|                    | Chi tiết    |               |

| Becamex Bình Dương | 1–1      | Sanna Khánh Hoà BVN |
| ------------------ | -------- | ------------------- |
|                    | Chi tiết |                     |

| Yadanarbon FC | 1–2      | Sanna Khánh Hoà BVN |
| ------------- | -------- | ------------------- |
|               | Chi tiết |                     |

| Becamex Bình Dương | 2–2      | Sinh viên Hàn Quốc |
| ------------------ | -------- | ------------------ |
|                    | Chi tiết |                    |

### Bảng B
| VT | Đội                  | ST | T | H | B | BT | BB | HS | Đ | Giành quyền tham dự     |
| -- | -------------------- | -- | - | - | - | -- | -- | -- | - | ----------------------- |
| 1  | Bangu Atletico Clube | 3  | 2 | 1 | 0 | 6  | 2  | +4 | 7 | Vòng đấu loại trực tiếp |
| 2  | Sinh viên Nhật Bản   | 3  | 1 | 2 | 0 | 5  | 2  | +3 | 5 | Vòng đấu loại trực tiếp |
| 3  | Đồng Tâm Long An     | 3  | 0 | 2 | 1 | 2  | 3  | −1 | 2 |                         |
| 4  | Than Quảng Ninh      | 3  | 0 | 1 | 2 | 2  | 8  | −6 | 1 |                         |

| Than Quảng Ninh | 1–4      | Bangu Atletico Clube |
| --------------- | -------- | -------------------- |
|                 | Chi tiết |                      |

| Đồng Tâm Long An | 1–1      | Sinh viên Nhật Bản |
| ---------------- | -------- | ------------------ |
|                  | Chi tiết |                    |

| Sinh viên Nhật Bản | 1–1      | Bangu Atletico Clube |
| ------------------ | -------- | -------------------- |
|                    | Chi tiết |                      |

| Đồng Tâm Long An | 1–1      | Than Quảng Ninh |
| ---------------- | -------- | --------------- |
|                  | Chi tiết |                 |

| Sinh viên Nhật Bản | 3–0      | Than Quảng Ninh |
| ------------------ | -------- | --------------- |
|                    | Chi tiết |                 |

| Bangu Atletico Clube | 1–0      | Đồng Tâm Long An |
| -------------------- | -------- | ---------------- |
|                      | Chi tiết |                  |

## Vòng đấu loại trực tiếp
|  | Bán kết              | Bán kết              |                    |   | Chung kết | Chung kết |
|  |                      |                      |                    |   |           |           |
|  | 13 tháng 11          |                      |                    |   |           |           |
|  |                      |                      |                    |   |           |           |
|  | Sinh viên Hàn Quốc   | 3                    |                    |   |           |           |
|  | Sinh viên Hàn Quốc   | 3                    | 15 tháng 11        |   |           |           |
|  | Sinh viên Nhật Bản   | 0                    |                    |   |           |           |
|  | Sinh viên Nhật Bản   | 0                    | Sinh viên Hàn Quốc | 2 |           |           |
|  | 13 tháng 11          |                      | Sinh viên Hàn Quốc | 2 |           |           |
|  |                      | Bangu Atletici Clube | 3                  |   |           |           |
|  | Bangu Atletici Clube | Bangu Atletici Clube | 3                  | 3 |           |           |
|  | Bangu Atletici Clube |                      |                    | 3 |           |           |
|  | Becamex Bình Dương   | 1                    |                    |   |           |           |
|  | Becamex Bình Dương   | 1                    | Tranh hạng ba      |   |           |           |
|  |                      |                      |                    |   |           |           |
|  | 15 tháng 11          |                      |                    |   |           |           |
|  |                      |                      |                    |   |           |           |
|  | Sinh viên Nhật Bản   | 0                    |                    |   |           |           |
|  | Sinh viên Nhật Bản   | 0                    |                    |   |           |           |
|  | Becamex Bình Dương   | 3                    |                    |   |           |           |

### Bán kết
| Sinh viên Hàn Quốc | 3–0      | Sinh viên Nhật Bản |
| ------------------ | -------- | ------------------ |
|                    | Chi tiết |                    |

| Bangu Atletici Clube | 3–1      | Becamex Bình Dương |
| -------------------- | -------- | ------------------ |
|                      | Chi tiết |                    |

### Tranh hạng ba
| Sinh viên Nhật Bản | 0–3      | Becamex Bình Dương |
| ------------------ | -------- | ------------------ |
|                    | Chi tiết |                    |

### Chung kết
| Sinh viên Hàn Quốc | 2–3      | Bangu Atletici Clube |
| ------------------ | -------- | -------------------- |
|                    | Chi tiết |                      |

## Các danh hiệu
- Vô địch: Bangu Atletico Clube – cúp, Huy chương vàng và 500 triệu đồng
- Hạng nhì: Sinh viên Hàn Quốc – Huy chương bạc và 300 triệu đồng
- Hạng ba: Becamex Bình Dương – Huy chương đồng và 150 triệu đồng
- Giải phong cách: Sinh viên Nhật Bản – 10 triệu đồng
- Cầu thủ xuất sắc nhất: Nguyễn Anh Đức (Becamex Bình Dương)
- Vua phá lưới: Nguyễn Anh Đức (Becamex Bình Dương, 5 bàn)
- Thủ môn xuất sắc: Andre (Bangu Atletico Clube).